# جيمس د. ميلر
جيمس د. ميلر (بالإنجليزية: James D. Miller)‏ هو ربان السفينة أمريكي، ولد في 1830 في نيويورك في الولايات المتحدة، وتوفي في 1914.